# 박영우
박영우 (1952년 ~ )는 대한민국의 물리학자이다. 세계 최초로 자기저항이 0인 플라스틱 나노섬유를 발견하였으며, 전도성 플라스틱으로 나노 섬유를 만들었다.